# ザ・ボディガード
『ザ・ボディガード THE BODY-GUARD 』は、日本のテレビ映画によるアクション・サスペンス作品。1974年4月4日から9月26日まで、ANNにて毎週木曜日22:00 - 22:54に全26話が放映された。

## 概要
民間の身辺警護会社「ザ・ボディガード」（メンバーは5人）がボディガードをしながら、そこで発生する事件を解決していく物語。
格闘やスタントには、千葉真一率いるジャパンアクションクラブ (JAC) が関わっていることから迫力ある戦いが描かれる一方、内容は人情味あふれるストーリーで構成されている。千葉は『ボディガード牙シリーズ』に続くボディガード役である。

## ストーリー
伊達正は東京国際空港で、手錠を掛けられ護送されてきた鷲見秀介を出迎えていた。砂漠のある国で正当防衛とはいえ、人を殺した鷲見を自らが経営する身辺警護会社「ザ・ボディガード」へ入社させるためである。警護の対象者が身勝手でやりがいを感じられなかった鷲見だが、伊達や宮城花恵に諭され、やりぬこうと決意。鷲見は仲間たちと協力し、様々な依頼者や身辺警護をし、発生した事件も解決していく。
各回のストーリーは#エピソードリストを参照のこと。

## キャスト
※説明の（ ）の数字は作品話数。OPで紹介されても、登場しない話がある。
ザ・ボディガード
- 鷲見 秀介（わしみ しゅうすけ）

演 - 千葉真一
外人部隊に所属 (1)。“空手界の麒麟児”と云われていた (2)。ある砂漠の国で友人のアリーとその家族を皆殺しにされ、人質に取られていたアリーの子息を助け出すため、拳銃とシャムシールで武装する3人のギャングと素手で戦い、殺してしまう (1)。正当防衛を主張するものの認められずに処刑寸前のところ、伊達正が助命に奔走したおかげで釈放され、秀介の身柄はザ・ボディガードへ引き取られた (1)。空手・射撃の達人で、日々トレーニングに励む (1, 3)。正当防衛とはいえ、人を殺したことで、いまでもうなされていると告白している (2)。かつての恋人は「幼少のころからあらゆるスポーツをこなしていた彼にとって、就職した職場のデスクワークに馬が合わず、中東の出張所へ移転を志願した。この国や社会、血のつながりに窒息死かけていたが、それをわかってあげられなかった」と回想している (3)。秀介は中東へ赴任してから2か月後に消息を絶つ (3)。1年経ち、出張所は強盗に遭い、会社は秀介が射殺されたと処理した (3)。それから6年後に、秀介は伊達に拾われることとなる (1, 3)。昔の恋人と再会し、彼女が父親から譲り受けた能面を「大事に持っていたほうがいい」と言ったことが、結果的に彼女に殺人を犯させてしまい、悲しみにくれる (3)。
- 江本 雄一郎（えもと ゆういちろう）

演 - 目黒祐樹
元・新聞社海外特派員 (1)。「優男で頭は切れるが、腕っぷしは大したことない」と伊達は評しているが (1)、相手次第では戦え (2, 5)、マシンを使って筋トレもしている (4)。情報収集は得意だが (1)、仕事を選り好みする (3)。
- 倉田 治郎（くらた じろう）

演 - 千葉治郎
大学卒業祝いの帰りに4人のチンピラに絡まれている少女を助けたが、空手で相手を怪我をさせ、就職を棒に振ってしまった青年 (1)。拳銃を撃ちたがり (1)、骨董品のガードを嫌がる子供っぽいところがある (3)。オートバイも乗る (6)。
- 新美 ジュン（にいみ ジュン）

演 - 志穂美悦子
男勝りな少女 (1)。北海道の牧場の娘で、両親を亡くした後、伊達が親代わりになっている (1)。電話番、お茶くみ、伊達のマッサージがメインだったものの(1, 3)、トレーニングに熱心なこともあり (4)、次第に現場へも赴き、男顔負けの戦いをする (5 - 6)。トップ屋になった幼馴染がいる (7)。
- 伊達 正（だて ただし）

演 - 西村晃
ザ・ボディガードの創設者。メンバーからは“シェフ”、花恵からは「狸 (2)」と呼ばれ、家賃を常に督促されている (6)。鷲見秀介を“しゅう”と呼ぶ。厳格と柔和を兼ね備えた人物 (1 - 2)。中東の刑務所で秀介は、正当防衛を主張していたが当局に聞き入れてもらえず、絶望した状況のなかで伊達が釈放に尽力した (3)。このことを秀介は深く感謝している(3)。秀介の気持ちを慮り、依頼者のためにボディーガード以外の刑事や探偵まがいの行動を許す、大らかさもある (3)。最終話で結婚。同時にザ・ボディーガードも解散してハネムーンに旅立つ。
関わる人々
- 黒沢 竜吾（くろさわ りゅうご）

演 - 高城丈二
キザな一匹狼のボディガードで、計算高くダーティー (1)。鷲見秀介が助けようと手を差し伸べるが、自分だけで解決しようと単独の行動を好む (5)。伊達がハネムーンに旅立った直後、三つ子が誕生した事が判明し、鷲見たちにからかわれていた (26)。
- 宮城 花恵（みやぎ はなえ、1 - 16）

演 - 雪村いづみ
ファッションデザイナーでブティックを経営し、ザ・ボディガードの事務所の大家 (1)。時に事務所の留守番もする (3)。伊達は「もと三流のファッションモデル (1)」で、「狐 (2)」と呼んでいる。父親は友人の手形保証人になったので暴力団に付きまとわれ、花恵は警察に保護を依頼するが「民事事件だから介入できない」と断られ、父を殺害された過去を持つ (1)。殺された部屋を事務所として使ってほしいと伊達に依頼 (1)。「鷲見ちゃん。吹けば飛ぶようなケチなお客を大切にしてあげてよね。頼むわ」と、この仕事に疑問を抱いていた秀介を諭す (1)。幼い息子を事故で水死させてしまい、そのショックから立ち直れず、自分から離婚を切り出した過去がある。天子にブティックを任せ、パリへ旅立っていった (16)。
- 福本 天子（ふくもと てんこ、16 - )

演 - ビーバー

## 事務所と自動車
※ ( ) の数字は作品話数。
宮城花恵が経営するブティックの前に「THE BODY-GUARD ザ・ボディガード 事務所 TEL・408-1742」という看板を出す (1)。店の地下に事務所があり、室内射撃場とトレーニングジムが備えられている (1)。メンバーはここで日々鍛錬している (1, 3)。社用車はダイハツ・コンソルテクーペ（EP40系）、シトロエン・DSとシボレー・モンテカルロを使用しているが、モンテカルロは敵に爆破された (1)。

## エピソードリスト
※出演はクレジットタイトルの表記順。同じ配役の複数回出演者と全話表記者は#キャストを参照。緑黄色の背景には各エピソードのストーリーを掲載。
| No. | 放映日        | サブタイトル                 | 監督     | 脚本              | ゲスト |
| --- | ------------- | ---------------------------- | -------- | ----------------- | --- |
| 1 | 1974年 4月4日 | 夕焼けの暗殺者               | 吉川一義 | 安倍徹郎          | 島田順司・宗方奈美 / 北村晃一・早乙女りえ・木下清 / 日尾孝司、ストロング・イリマティ、美原亮・朝倉一 / 春田三三夫・井上清和・井上誠吾・西条貴・中井宥子 / 菅原靖人・高橋清彦 / 浜田寅彦 / 内藤武敏 |
| アラビア語の通訳が原因不明の死を遂げた。後任者の通訳を警護するよう日本マグレブ協会から依頼されたのは、鷲見秀介が加わったばかりの警護会社「ザ・ボディガード」。爆弾を仕掛けられるなど、次々と襲われる後任者を秀介らは苦闘しながら護衛を続け、正体不明の敵から後任者を守っていく。                                                                       |               |                              |          |                   | |
| 2 | 4月11日       | よみがえる栄光の日々         | 竹本弘一 | 長坂秀佳          | 沢村忠 / 川島育恵・河村弘二 / 北原義郎・角友司郎 / 金田治・打田康比古 |
| 殺人容疑で逃走中の空手家を助けるよう、ホステスからザ・ボディガードに依頼がきた。鷲見秀介は空手家を学生時代から知っていた。そして警察から追われる理由を知ると、秀介は空手家との望まぬ決闘へ導かれていく。 |               |                              |          |                   | |
| 3 | 4月18日       | 哀しみの白い雨傘             | 永野靖忠 | 橋本綾            | 野際陽子 / 武内亨・槙摩耶 / 山中貞則・西川敬三郎・野口元夫 / 松尾文人・井上誠吾・栗原敏・池田一臣 / 高山彰                                                                                         |
| 鷲見秀介は7年前に別れた恋人と再会した。彼女は美術商の妻になっていたが、夫は殺されて国宝級の能面も盗まれる。容疑は彼女にかけられた。 |               |                              |          |                   | |
| 4 | 4月25日       | 妻の座が崩れる時             | 永野靖忠 | 高久進            | 松尾嘉代 / 長内美那子 / 賀川雪絵・黒部進 / 中吉卓郎・久保木利貴・松下昌司・田中淳也・田川恒夫 / 夏木章・霧立宏 / 玉川伊佐男                                                                        |
| 宮城花恵の常連客である、上流家庭の夫人が何者かに襲われた。花恵の依頼でザ・ボディガードは護衛を始めるが、その夫は非協力的でメイドもすぐ辞めてしまう。直後に夫婦の周囲で奇妙なことが次々と勃発し、鷲見秀介は首を傾げる。 |               |                              |          |                   | |
| 5 | 5月2日        | 喪服の女に 手をだすな        | 田中秀夫 | 神波史男 曽田博久 | 池玲子 / 久松保夫・宇南山宏・佐藤京一 / 瀬良明・三条貴子・桐島好夫・杉義一 / 高橋健二・浦原敏明・井上誠吾・溜健二・森山田石・三橋幸男 / 市川ひろし・川村もりひろ / 河津清三郎                      |
| 服役中の囚人は娘に、自分の資産を奪った財界の黒幕に復讐を果たすよう遺言し、その武器となる証拠を残していた。彼女を護衛するのは一匹狼のボディーガード・黒沢竜吾。黒沢は自信満々に護衛し始めるものの、やがて二人を得体の知れない集団がつけ狙い始める。鷲見秀介らザ・ボディガードは二人を助けに向かった。                                                   |               |                              |          |                   | |
| 6 | 5月9日        | 狙われた人妻                 | 竹本弘一 | 長坂秀佳          | 入江若葉 / 国景子・中井啓輔 / 宗近晴見・多田秀一・伊藤慶子・栗原敏 / 井上誠吾・酒井努・山岡淳二・春田三三男・高橋健二 / 美原亮・高野隆志 / 山岡徹也・中田博久 / 根上淳                             |
| 政治家・田沼広通による不動産詐欺の身代わりで刑に服していたホステスが出所直後から行方不明になった。同日、親子3人が暴力団になぜか襲撃される。身に覚えがない妻はザ・ボディガードに相談。親子を警護すると共に、鷲見秀介はなぜ襲われたかを調べ始めた。すると黒沢竜吾からも奇妙なネタを提供される。                                                          |               |                              |          |                   | |
| 7 | 5月16日       | 大いなる恐喝                 | 小西通雄 | 曽田博久          | 桜木健一 / 衣麻遼子・田島義文 / 岩城力也・高桐真・山田禅二 / 鈴木志郎・猪野剛太郎・山崎純資・菊地正孝 / 高橋晴男・松橋正一                                                                         |
| 埋立開発公団の山田課長補佐が飛び降り自殺をした。愛人である銀座のホステスは預かっていたメモをトップ屋に奪われてしまう。直後に正体不明の男たちが、ホステスのマンションに押しかけてきたので、何とか逃げるとザ・ボディガードに保護を求めた。鷲見秀介は「メモの中身を教えれば、警護する」と条件付きで引き受ける。するとホステスは恐るべき内容を話し出した。 |               |                              |          |                   | |
| 8 | 5月23日       | 作戦指令・ 宝石を奪還せよ!！ | 降旗康男 | 石堂淑朗          | 殿山泰司 / 白石奈緒美 / 相馬剛三・巴聖子・六本木はるみ・打越正八 / 桜井正良・西本良治郎 / 小松方正                                                                                                 |
| |               |                              |          |                   | |
| 9 | 5月30日       | 東京 - ロス・大追跡          | 永野靖忠 | 流和也 新井光     | 真山知子 / ビーバー / 日尾孝司、ジョージ・イリキアン / 外山高士・増田順司 / はやみ竜次・西本良治郎・原田力 / 伊藤豪・仙波和之                                                                      |
| |               |                              |          |                   | |
| 10 | 6月6日        | グランドキャニオン の殺人者  | 永野靖忠 | 流和也 新井光     | 真山知子 / ビーバー / 日尾孝司、ジョージ・イリキアン / 外山高士・増田順司 / 原田力・仙波和之 |
| |               |                              |          |                   | |
| 11 | 6月13日       | 残酷な女の部屋               | 小西通雄 | 西条道彦          | 村瀬幸子 / 原良子・深江章喜 / 武田昌之・古本新之輔・吉沢信子・里本佐甫郎 / 山田甲一・木村修・堀田義久・高木真二 / 高橋健二                                                                         |
| |               |                              |          |                   | |
| 12 | 6月20日       | 女が死を選ぶとき             | 降旗康男 | 長坂秀佳          | 町田祥子・中山昭二 / 高野真二・蓮見里美 / 日高ゆりえ・野村光絵・白山英雄 / 横井豊 / 郷鍈治 |
| |               |                              |          |                   | |
| 13 | 6月27日       | 裁かれる愛                   | 吉川一義 | 曽田博久          | 北林早苗 / 宝田日出雄・潮建志 / 清水一郎・福山象三 / 森裕介・入江正徳・大山豊・片山滉 / 吉田妙子・丸山詠二                                                                                         |
| |               |                              |          |                   | |
| 14 | 7月4日        | 愛と死の 空中ぶらんこ        | 吉川一義 | 長坂秀佳          | 水原麻紀 / 酒谷明良・綾川香・団巌 / タミ・モナス、ケビン・ハーンズ、弘松三郎 / 酒井努・栗原敏・大谷進 / 三上剛 / 今井健二                                                                          |
| |               |                              |          |                   | |
| 15 | 7月11日       | 私は漂泊の女                 | 田中秀夫 | 曽田博久          | 荒砂ゆき / 一ノ瀬玲奈・園田裕久 / 関山耕司・有馬昌彦・中庸介 / 大林隆介・杉山元 / はやみ竜次・高木真二 / 栗原敏                                                                                    |
| |               |                              |          |                   | |
| 16 | 7月18日       | 白い獲物の罠                 | 田中秀夫 | 岡田光治 浮島靉   | 荒木一郎 / 江口有子・山吹まゆみ・金田治 / 天坊準・斉藤英雄・岡野バレー研究所 / 伊藤慶子 |
| |               |                              |          |                   | |
| 17 | 7月25日       | 復讐に来た女                 | 田中秀夫 | 長坂秀佳          | 山科ゆり / 富田仲次郎・絵沢萠子 / ミッチ・ラァブ、大川義幸・桔梗恵二郎 / 木村一・松本松江・井上清吾・春田三三男 / 益田哲夫                                                                         |
| |               |                              |          |                   | |
| 18 | 8月1日        | 吠えろ! 北海の女ドラゴン     | 若林幹   | 長坂秀佳          | 南道郎・千波丈太郎 / 柴田鋭子・島田幸子 / 藤山浩二・三夏伸・斉藤一之 / 上木美佳・南川直・桜田千恵子 / 益子隆充                                                                                     |
| |               |                              |          |                   | |
| 19 | 8月8日        | 葬いの鐘の鳴る街 - 香港 -    | 吉川一義 | 高久進 新井光     | 浜田光夫 / 円山理映子・久富惟晴 / 酒谷明良・高桐真 / 杉義一・潮健志 / 日尾孝司・金田治 / 栗原敏・西本良治郎・土山登志幸 / 石原清美                                                                 |
| |               |                              |          |                   | |
| 20 | 8月15日       | 愛の散る街 - マカオ -        | 吉川一義 | 高久進 新井光     | 浜田光夫 / 円山理映子・久富惟晴 / 酒谷明良・高桐真 / 杉義一・潮健志 / 日尾孝司・金田治・栗原敏 / 西本良治郎                                                                                        |
| |               |                              |          |                   | |
| 21 | 8月22日       | 色ぼけ欲ぼけ大戦争           | 若林幹   | 石堂淑朗          | 桑山正一 / 村田知栄子 / 宇南山宏・松井康子 / 木村有里・船渡伸二・北城清 / 蒲原敏明 |
| |               |                              |          |                   | |
| 22 | 8月29日       | 蒸発妻                       | 若林幹   | 曽田博久          | 中島葵 / 平井昌一・池田駿介 / 浅野進治郎・嵐五郎 / 竹下誠治・、益田哲夫・三島一夫 / 小高まさる |
| |               |                              |          |                   | |
| 23 | 9月5日        | 対決・死闘拳                 | 田中秀夫 | 高岩肇            | 多岐川裕美 / 千波丈太郎・伴直弥 / 福山象三・斉藤一之 / 若尾義昭 |
| |               |                              |          |                   | |
| 24 | 9月12日       | マフィアと 二つの顔の女      | 田中秀夫 | 高岩肇            | 石橋雅史 / 柳谷寛・西条なみ・五木繁則 / ジュアンニュ・オンユーベル、セテラ・アントニオ、桜井正良・山口譲 / 井上誠吾・池田一臣・野上正・飛田喜佐夫 / 木村修                                         |
| |               |                              |          |                   | |
| 25 | 9月19日       | 明日に別れの弾丸を           | 吉川一義 | 高久進            | 高林由紀子 / 内田勝正・田中浩 / 中田博久・打田康比古・山下勝也 / 須賀良・斧田一規・守山竜二・清川元夢 / 栗原敏                                                                                     |
| |               |                              |          |                   | |
| 26 | 9月26日       | 父性愛                       | 吉川一義 | 曽田博久          | 今福正雄 / 田代信子・杉田景子 / 西田健・松下達夫・山中貞則 / 佐久間定幸・山田光一・久保田民栄 / 大田咲 / 川辺久造                                                                                  |
| |               |                              |          |                   | |

## スタッフ
※監督・脚本は#エピソードリストを参照。( ) の数字は担当話数で、無しは全話担当。
- プロデューサー - 後藤武彦 (NET)・吉川進・斉藤頼照
- 音楽 - 渡辺宙明
- 音楽制作 - あんだんて
- 技斗 - 日尾孝司 (1 - 22)、金田治 (23 - 24)、西本良治郎 (25 - 26)・ジャパンアクションクラブ (JAC)
- 撮影 - 藤本茂 (1 - 6)、瀬尾修 (7)
- 照明 - 吉岡伝吉 (1 - 7)
- 録音 - 織本道雄 (1 - 7)
- 美術 - 森田ふみよし (1 - 7)
- 編集 - 山口一喜 (1 - 7)
- 記録 - 伊藤明子 (1 - 7)
- 助監督 - 稲垣信明 (1 - 2, 6 - 7)、辻理 (3 - 5)
- 計測 - 小泉貴一 (1 - 7)
- 進行主任 -  鈴木善喜 (1 - 2, 4, 6 - 7)、橋本鉄雄 (3, 5)
- 装置 - 紀和美健
- 現像 - 東映化学
- 制作 - NET ・東映

## ロケーション撮影
カリフォルニア州・香港・マカオでもロケーション撮影がされ、第10話「グランドキャニオンの殺人者」では、カリフォルニア州に聳えるマンモスマウンテンのバックカントリーを千葉真一自らスキーで滑走した。

## OPと予告
第3話までは伊達正が鷲見秀介をザ・ボディガードへ入社する経緯、そのメンバー紹介後に番組タイトル、オープニングテーマでストーリーと繋がる画、出演・スタッフのクレジット表記が流れる。第4話以降はオープニングテーマの別バージョンを流し、ナレーション無しの主要キャストのクレジット、番組タイトル、オープニングテーマに出演とスタッフのクレジットという順に変更され、画はそれまでと同様にストーリーに繋がるものとなった。さらに中盤からは主要キャスト紹介の後に本編に入り、その後オープニングに移る構成に変更された。各話のタイトルはハーモニカのBGMと一緒に表示され、次回予告のナレーションは伊達正が第2, 6話、宮城花恵が第3, 5, 7話、黒沢竜吾が第4話を担当をしている。

## 放映

### 放送局
- 当時のANN系列局：木曜 22:00 - 22:55
  - NET
  - 北海道テレビ
  - 名古屋テレビ
  - 毎日放送
  - 瀬戸内海放送
  - 広島ホームテレビ
  - 九州朝日放送
- 青森テレビ：木曜 22:00 - 22:55[3]
- テレビ岩手：木曜 22:00 - 22:55[4]
- 秋田放送：土曜 16:55 - 17:50（1975年3月時点、遅れネット）[5]
- 宮城テレビ：金曜 22:00 - 22:55[6]
- 福島中央テレビ：火曜 22:00 - 22:55[7]
- 新潟放送：木曜 14:00 - 14:55[8]
- 長野放送：木曜 23:20 - 翌0:15[9]
- テレビ山梨：火曜 23:30 - 翌0:25（1975年3月時点、遅れネット）[10]
- 静岡放送：木曜 16:00 - 16:55[11]
- 日本海テレビ：月曜 22:00 - 22:55[12]
- 岡山放送：火曜 23:25 - 翌0:20（1975年3月時点、遅れネット）[13]
- 南海放送：土曜 22:00 - 22:55[14]
- テレビ高知：日曜 10:00 - 10:55[15]
- 長崎放送：土曜 22:00 - 22:55[16]
- 熊本放送：火曜 22:00 - 22:55[17]
- 宮崎放送：木曜 15:56 - 16:50（1975年3月時点、遅れネット）[18]

### 媒体・再放送・配信
媒体は1981年に東映芸能ビデオから最終話「父性愛」を収録したビデオが4万円で販売。1998年にLD「東映TVドラマ主題歌大全集 現代劇編」第2巻（VHSでは第3巻）が発売され、オープニング映像が収録。2017年5月10日に全話をDVD-BOXのデジタルリマスター版で販売。
再放送は1999年にファミリー劇場で全話が、2016年11月9日より東映チャンネルで全話がそれぞれされている。
配信は2023年7月1日より、YouTube「東映シアターオンライン」の「60分ドラマ据置枠」で第1話と第2話が常時無料配信されている。